# السر (فلم وثائقي)
السر  (بالإنجليزية: The Secret) هو فيلم وثائقي عرض باللغة الإنجليزية يتحدث عن السر الذي أخفاه بعض الناس عن عامتهم كي يستأثروا بالمنافع العظيمة التي تأتي من وراء تطبيق هذا السر، السر الذي إن طبقته لم يعد شيء يقف بينك وبين كل أحلامك حتى المستحيلة منها والتي تظن أنه لا يمكن أن تحقق.
إن هذا السر هو (قانون الجذب الفكري).

## مقدمة الفيلم
في مقدمة هذا الوثائقي تطل علينا فتاة استحالت حياتها جحيما بعد طلاق وفقدان وظيفة وعدة أمور أخرى من التي تصيب كل البشر في عصرنا هذا بكمية إحباط لا متناهية ولكنها تقول ان ابنتها أهدتها كتابا كان هو السبب في تغير حياتها إذ كان هذا الكتاب مرتبط بالسر الكوني العظيم وأصبحت تبحث في كل المصادر وفوجئت بعدد الناس الذي عرفوا هذا السر عبر العصور وفي صفحات التاريخ فأصرت على نشره وودت لو عرف العالم كله بهذا السر لاستعماله وتحسين جودة حياتهم.

## قانون جذب الأفكار
ثم يبدأ بالظهور أشخاص معروفين يتكلمون عن قانون جذب الأفكار وكيف حولهم هذا القانون من أناس بائسين ومغرقين في الديون والمآسي والمشاكل الحياتية إلى أشخاص من أنجح ما يكون مادياً وعاطفياً واجتماعيا وثقافيا وسياسيا وحياتياً بشكل عام وينص هذا القانون بكل بساطة على توجيه أفكار الشخص كاملة نحو الإيجابيات وليس السلبيات ويتخيل كل ما يريد أن يصل إليه ويستشعر ذلك بكل ذرة في كيانه وهذا سوف يؤدي إلى إطلاق طاقة كامنة في جسده إلى الفضاء تجذب كل الظروف والأسباب التي تؤدي في النهاية إلى تحقيق أمنياته التي استشعرها بكل جوارحه.

## روابط خارجية
- مقالات تستعمل روابط فنية بلا صلة مع ويكي بيانات